# 사마담 (전한)
사마 담 (司馬談, ? ~ 기원전 110년?)은 전한 중기의 사상가이다. 《사기》의 저자 사마천이 그의 아들이다. 사마담은 전한에서 천문과 역법을 주관하고 황실의 전적을 관장하였다. 무제 때 한나라 황실의 봉선 의식에 참여하지 못해 화를 이기지 못하고 죽었는데, 아들에게 자신이 쓰던 사적(史籍)을 완성해 달라고 유언하였다.

## 같이 보기
- 사마천